# Catharsius gorilla
Catharsius gorilla là một loài bọ cánh cứng trong họ Bọ hung (Scarabaeidae).